# عقيقة
العقيقة هي الذبيحة التي تذبح عن المولود في اليوم السابع، وهي سنة مؤكدة في الإسلام ،وتكون شكراً لله على المولود، ذكَراً كان أو أنثى  ، شاتان مكافئتان عن الغلام، وشاة واحدة عن الأنثى. ، وقد كانت العقيقة معروفة عند العرب في الجاهلية.

## أدلتها في السنة النبوية
ثبتت العقيقة عن النبي :
- فعن بريدة قال : «كنا في الجاهلية إذا ولد لأحدنا غلام ذبح شاة ولطخ رأسه بدمها ، فلما جاء الله بالإسلام كنا نذبح شاة ونحلق رأسه ونلطخه بزعفران[4]»
- وعن سلمان بن عامر الضبي أن النبي ﷺ قال : «مع الغلام عقيقة ، فأهريقوا عنه دماً ، وأميطوا عنه الأذى[5]»
- عن أم كرز أنها سألت رسول الله ﷺ عن العقيقة فقال : «عن الغلام شاتان ، وعن الأنثى واحدة ، لا يضركم ذكراناً أم إناثاً[6]»
- وعن عائشة أن رسول الله ﷺ «أمرهم عن الغلام شاتان مكافئتان ، وعن الجارية شاة[7]»
- عن سمرة بن جندب قال :قال رسول الله ﷺ «كلُّ غلامٍ رَهينةٌ بعقيقتِهِ تُذبَحُ عنهُ يومَ سابعِهِ ويُحلَقُ ويُسَمَّى [8]»
- عن ابن عباس : «أن رسول الله ﷺ عق عن الحسن والحسين كبشاً كبشاً ،وفي رواية: بكبشين كبشين[9]»
- عَنْ عَائِشَةَ قَالَتْ : «أَمَرَنَا رَسُولُ اللَّهِ أَنْ نُعِقَّ عَنْ الْجَارِيَةِ شَاةً وَعَنْ الْغُلَامِ شَاتَيْنِ وَأَمَرَنَا بِالْفَرَعِ مِنْ كُلِّ خَمْسِ شِيَاهٍ شَاةٌ[10]»

## الفرق بين العقيقة والوليمة
العقيقة: ما تُذبح عن المولود سابع يوم ولادته، والوليمة: ما يقدَّم من الطعام في العرس ذبيحة أو نحوها، وكلاهما سنَّة في الإسلام.

## لغويًا
العقيقة هي الذبيحة التي تذبح للمولود، وأصل العق الشق والقطع، ويقال للذبيحة عقيقة، لأنه يشق حلقها، ويقال عقيقة للشعر الذي يخرج على رأس المولود من بطن أمه.

## أحكامها
هي سنة مؤكدة في الإسلام كما عليه جمهور أهل العلم لما رُوِي في السنة عنها، ومن أحكامها :
- يسن أن تذبح يوم السابع للولادة أو الرابع عشر أو الحادي والعشرين، لما أخرجه البيهقي عن بريدة أن النبي ﷺ قال: «العقيقةُ تُذْبَحُ لسَبْعٍ ، أوْ لِأَرْبَعَ عشرَةَ ، أوْ لِإِحْدى وعشرينَ.» ، فإن لم يتمكن في هذه الأوقات، لضيق الحال أوغير ذلك فله أن يعق بعد ذلك إذا تيسرت حاله، من غير تحديد بزمن معين .[12]
- لا يجزئ فيها إلا ما يجزئ في الأضحية، فلا يجزى فيها عوراء ولا عرجاء ولا جرباء، ولا مكسورة، ولا ناقصة، ولا يجز صوفها ولا يباع جلدها ولا شيء من لحمها. ويأكل منها، ويتصدق، ويهدي.[12]
- يُعَق عن الولد شاتان مكافئتان، وعن الأنثى شاة، قال ابن القيم :| عقيقة | إن الله سبحانه وتعالى فضَّل الذكر على الأنثى كما قال : (وَلَيْسَ الذَّكَرُ كَالْأُنْثَى) آل عمران/36 ، ومقتضى هذا التفاضل : ترجيحه عليها في الأحكام ، وقد جاءت الشريعة بهذا التفضيل في جعل الذكر كالأنثيين في الشهادة والميراث والدية ، فكذلك ألحقت العقيقة بهذه الأحكام | عقيقة |
- يسن أن يُحلَق رأس المولود وتُلطَخ بالزعفران ويسمى .[12]
- يقوم بها من تلزمه نفقة المولود فيؤديها من مال نفسه لا من مال المولود، ولا يفعلها من لا تلزمه النفقة إلا بإذن من تلزمه وهو مذهب الشافعية .[12]

### فوائدها
قال ابن القيم:
«ومن فوائد العقيقة : أنها قربان يقرب به عن المولود في أول أوقات خروجه إلى الدنيا
، ومن فوائدها : أنها تفك رهان المولود ، فإنه مرتهن بعقيقته حتى يشفع لوالديه
، ومن فوائدها : أنها فدية يفدى بها المولود كما فدى الله سبحانه إسماعيل بالكبش »